# کارلیک (یورغیر)
کارلیک (به ترکی استانبولی: Karlık) یک منطقهٔ مسکونی در ترکیه است که در یورغیر واقع شده‌است.